# تارقلي
تارقلي هي قرية في مقاطعة هشترود، إيران. عدد سكان هذه القرية هو 333 في سنة 2006.